# Коррі (Пенсільванія)
Коррі (англ. Corry) — місто (англ. city) в США, в окрузі Ері штату Пенсільванія. Населення — 6210 осіб (2020).

## Географія
Коррі розташоване за координатами 41°55′42″ пн. ш. 79°37′59″ зх. д. / 41.92833° пн. ш. 79.63306° зх. д. (41.928196, -79.633098).  За даними Бюро перепису населення США в 2010 році місто мало площу 15,56 км², з яких 15,52 км² — суходіл та 0,04 км² — водойми.

### Клімат
| Клімат : Коррі                         | Клімат : Коррі | Клімат : Коррі | Клімат : Коррі | Клімат : Коррі | Клімат : Коррі | Клімат : Коррі | Клімат : Коррі | Клімат : Коррі | Клімат : Коррі | Клімат : Коррі | Клімат : Коррі | Клімат : Коррі | Клімат : Коррі |
| Показник                               | Січ.           | Лют.           | Бер.           | Квіт.          | Трав.          | Черв.          | Лип.           | Серп.          | Вер.           | Жовт.          | Лист.          | Груд.          | Рік            |
| Абсолютний максимум, °C                | 21,1           | 20,6           | 27,8           | 31,1           | 32,8           | 37,2           | 43,3           | 37,8           | 35,6           | 32,8           | 25,6           | 21,1           | 43,3           |
| Середній максимум, °C                  | 0,2            | 1,5            | 6,8            | 14,3           | 20,8           | 25,3           | 27,5           | 26,4           | 22,8           | 16,6           | 8,7            | 2,1            | 14,6           |
| Середній мінімум, °C                   | −8,8           | −8,8           | −4,6           | 1,1            | 6,2            | 11,3           | 13,7           | 12,9           | 9,4            | 3,9            | −0,4           | −5,9           | 2,6            |
| Абсолютний мінімум, °C                 | −34,4          | −34,4          | −28,3          | −20,6          | −7,2           | −2,2           | 0,6            | −1,1           | −3,9           | −11,7          | −18,9          | −30            | −34,4          |
| -------------------------------------- | -------------- | -------------- | -------------- | -------------- | -------------- | -------------- | -------------- | -------------- | -------------- | -------------- | -------------- | -------------- | -------------- |
| Джерело: Pennsylvania State University |                |                |                |                |                |                |                |                |                |                |                |                |                |

## Демографія
Згідно з переписом 2010 року, у місті мешкало 6605 осіб у 2640 домогосподарствах у складі 1689 родин. Густота населення становила 424 особи/км².  Було 2865 помешкань (184/км²).
Расовий склад населення:
| - 97,5 % — білих - 0,5 % — чорних або афроамериканців - 0,3 % — азіатів - 0,2 % — корінних американців |

До двох чи більше рас належало 1,4 %. Частка іспаномовних становила 0,8 % від усіх жителів.
За віковим діапазоном населення розподілялося таким чином: 26,3 % — особи молодші 18 років, 57,2 % — особи у віці 18—64 років, 16,5 % — особи у віці 65 років та старші. Медіана віку мешканця становила 37,7 року. На 100 осіб жіночої статі у місті припадало 90,3 чоловіків;  на 100 жінок у віці від 18 років та старших — 85,7 чоловіків також старших 18 років.
Середній дохід на одне домашнє господарство  становив 42 221 долар США (медіана — 37 454), а середній дохід на одну сім'ю — 48 130 доларів (медіана — 43 838). Медіана доходів становила 39 643 долари для чоловіків та 25 257 доларів для жінок. За межею бідності перебувало 24,0 % осіб, у тому числі 33,9 % дітей у віці до 18 років та 11,7 % осіб у віці 65 років та старших.
Цивільне працевлаштоване населення становило 2835 осіб. Основні галузі зайнятості: освіта, охорона здоров'я та соціальна допомога — 24,6 %, виробництво — 20,8 %, роздрібна торгівля — 15,7 %, мистецтво, розваги та відпочинок — 10,6 %.